# Élections sénatoriales de 2023 dans le Pas-de-Calais
Les élections sénatoriales dans le Pas-de-Calais ont lieu le dimanche 24 septembre 2023. Elles ont pour but d'élire les sept sénateurs représentant le département au Sénat pour un mandat de six années.

## Contexte départemental
Le département du Pas-de-Calais fait partie des meilleurs espoirs du Rassemblement national pour faire son retour au Sénat, l'objectif étant d'élire au moins un sénateur,.

## Sénateurs sortants
| Sénateur | Sénateur                  | Parti | Groupe | Fonctions lors de l'élection en 2017                              |
| -------- | ------------------------- | ----- | ------ | ----------------------------------------------------------------- |
|          | Cathy Apourceau-Poly      | PCF   | CRCE   | Conseillère municipale d'Avion                                    |
|          | Sabine Van Heghe          | MDC   | SER    | Adjointe au maire de Dourges                                      |
|          | Jean-Pierre Corbisez      | DVG   | RDSE   | Maire d'Oignies                                                   |
|          | Michel Dagbert            | RE    | RDPI   | Président du conseil départemental                                |
|          | Jean-Marie Vanlerenberghe | MoDem | UC     | Sénateur sortant                                                  |
|          | Amel Gacquerre            | UDI   | UC     | Vice-présidente du conseil régional, adjointe au maire de Béthune |
|          | Jean-François Rapin       | LR    | REP    | Sénateur sortant, conseiller régional                             |

## Présentation des listes et des candidats
Huit listes de candidats ont été déposées,,.

### Liste Parti socialiste conduite par Jérôme Darras
| N° | Candidats | Candidats             | Parti | Nuance | Principales fonctions                                                    |
| -- | --------- | --------------------- | ----- | ------ | ------------------------------------------------------------------------ |
| 01 |           | Jérôme Darras         | PS    | SOC    | Adjoint au maire de Liévin                                               |
| 02 |           | Sabine Van Heghe      | MDC   | DVG    | Sénatrice sortante, conseillère municipale de Dourges                    |
| 03 |           | Philippe Kemel        | PS    | SOC    | Maire de Carvin                                                          |
| 04 |           | Blandine Drain        | PS    | SOC    | Conseillère départementale, conseillère municipale d'Enquin-sur-Baillons |
| 05 |           | Aimé Herduin          | PS    | SOC    | Maire de Carly                                                           |
| 06 |           | Emmanuelle Leveugle   | PS    | SOC    | Conseillère départementale, adjointe au maire de Beuvry                  |
| 07 |           | Marcello Della Franca | PS    | SOC    | Maire de Montigny-en-Gohelle                                             |
|    |           |                       |       |        |                                                                          |
| 08 |           | Karine Gauthier       | PS    | SOC    | Conseillère départementale, adjointe au maire de Nœux-les-Mines          |
| 09 |           | Nicolas Vernalde      | PS    | SOC    | Conseiller municipal de Calais                                           |

### Liste Rassemblement national conduite par Christopher Szczurek
| N° | Candidats | Candidats            | Parti | Nuance | Principales fonctions                                     |
| -- | --------- | -------------------- | ----- | ------ | --------------------------------------------------------- |
| 01 |           | Christopher Szczurek | RN    | RN     | Conseiller régional, adjoint au maire d'Hénin-Beaumont    |
| 02 |           | Sandrine Prud'homme  | RN    | RN     | Maire déléguée de Labuissière                             |
| 03 |           | Benoît Hoguet        | RN    | RN     | Maire de Monchy-Cayeux                                    |
| 04 |           | Evelyne Compiègne    | RN    | RN     | Conseillère municipale de Vieil-Moutier                   |
| 05 |           | Marc de Fleurian     | RN    | RN     | Conseiller municipal de Calais                            |
| 06 |           | Marie-Line Plouviez  | RN    | RN     | Conseillère départementale, adjointe au maire de Caucourt |
| 07 |           | Dominique Coppin     | RN    | RN     | Maire de Blairville                                       |
|    |           |                      |       |        |                                                           |
| 08 |           | Sylvie Creton        | RN    | RN     | Conseillère municipale de Vermelles                       |
| 09 |           | Dominique Quéva      | RN    | RN     | Conseiller municipal de Sailly-en-Ostrevent               |

### Liste Ensemble conduite par Jean-Marie Vanlerenberghe
| N° | Candidats | Candidats                 | Parti | Nuance | Principales fonctions          |
| -- | --------- | ------------------------- | ----- | ------ | ------------------------------ |
| 01 |           | Jean-Marie Vanlerenberghe | MoDem | MoDem  | Sénateur sortant               |
| 02 |           | Brigitte Bourguignon      | RE    | RE     | Conseillère départementale     |
| 03 |           | Etienne Périn             | RE    | RE     | Maire de Maisoncelle           |
| 04 |           | Valérie Biegalski         | MoDem | MoDem  | Conseillère régionale          |
| 05 |           | Bruno Humetz              | RE    | RE     | Adjoint au maire de Saint-Omer |
| 06 |           | Michèle Ducloy            | MoDem | MoDem  | Conseillère régionale          |
| 07 |           | Lélio Pedrini             | RE    | RE     | Maire de Camblain-Châtelain    |
|    |           |                           |       |        |                                |
| 08 |           | Sylvie Barbier            | RE    | RE     | Maire de Mory                  |
| 09 |           | Bertrand Beaucamp         | RE    | RE     | Maire de Bours                 |

### Liste Europe Écologie Les Verts conduite par Julien Wojcieszak
| N° | Candidats | Candidats             | Parti | Nuance | Principales fonctions                                          |
| -- | --------- | --------------------- | ----- | ------ | -------------------------------------------------------------- |
| 01 |           | Julien Wojcieszak     | EÉLV  | VEC    | Adjoint au maire de Vimy                                       |
| 02 |           | Brigitte Helle        | EÉLV  | VEC    |                                                                |
| 03 |           | Pierre Lequien        | EÉLV  | VEC    |                                                                |
| 04 |           | Catherine Bourgeois   | EÉLV  | VEC    |                                                                |
| 05 |           | Thibaut Kuehn         | EÉLV  | VEC    |                                                                |
| 06 |           | Hélène Capelle        | EÉLV  | ECO    |                                                                |
| 07 |           | Jean-Pierre Moussally | EÉLV  | VEC    |                                                                |
|    |           |                       |       |        |                                                                |
| 08 |           | Marine Tondelier      | EÉLV  | VEC    | Conseillère régionale, conseillère municipale d'Hénin-Beaumont |
| 09 |           | Alexandre Cousin      | EÉLV  | VEC    |                                                                |

### Liste La France insoumise conduite par Jean-Philippe Lannoy
| N° | Candidats | Candidats            | Parti | Nuance | Principales fonctions                       |
| -- | --------- | -------------------- | ----- | ------ | ------------------------------------------- |
| 01 |           | Jean-Philippe Lannoy | LFI   | FI     | Conseiller municipal de Calais              |
| 02 |           | Morgane Rengard      | LFI   | FI     |                                             |
| 03 |           | Vincent Brabant      | LFI   | FI     | Conseiller municipal de Montigny-en-Gohelle |
| 04 |           | Martine Roussel      | LFI   | FI     | Conseillère municipale de Salperwick        |
| 05 |           | Philippe Senlecque   | LFI   | FI     |                                             |
| 06 |           | Paty Coquelaere      | LFI   | FI     | Conseillère municipale de Boulogne-sur-Mer  |
| 07 |           | Alexandre Testard    | LFI   | FI     |                                             |
|    |           |                      |       |        |                                             |
| 08 |           | Céline Demont        | LFI   | FI     |                                             |
| 09 |           | Bruno Thorel         | LFI   | FI     |                                             |

### Liste Divers droite conduite par Jean-François Rapin
| N° | Candidats | Candidats           | Parti | Nuance | Principales fonctions                        |
| -- | --------- | ------------------- | ----- | ------ | -------------------------------------------- |
| 01 |           | Jean-François Rapin | LR    | LR     | Sénateur sortant, conseiller régional        |
| 02 |           | Amel Gacquerre      | UDI   | UDI    | Sénatrice sortante, conseillère régionale    |
| 03 |           | Jean-Michel Taccoen | SE    | DVD    | Conseiller régional                          |
| 04 |           | Marie Bernard       | LR    | LR     | Maire de La Cauchie                          |
| 05 |           | Hervé Deroubaix     | SE    | DVD    | Maire de Robecq                              |
| 06 |           | Véronique Boidin    | SE    | DVD    | Maire de Roquetoire                          |
| 07 |           | Claude Bachelet     | LR    | LR     | Conseiller départemental, maire de Croisette |
|    |           |                     |       |        |                                              |
| 08 |           | Nicole Chevalier    | SE    | DVD    | Conseillère départementale                   |
| 09 |           | Jean-Claude Levis   | SE    | DVD    | Maire de Neuville-Vitasse                    |

### Liste Parti communiste français conduite par Cathy Apourceau-Poly
| N° | Candidats | Candidats            | Parti | Nuance | Principales fonctions                                       |
| -- | --------- | -------------------- | ----- | ------ | ----------------------------------------------------------- |
| 01 |           | Cathy Apourceau-Poly | PCF   | COM    | Sénatrice sortante, conseillère municipale d'Avion          |
| 02 |           | Jean-Pierre Corbisez | SE    | DVG    | Sénateur sortant                                            |
| 03 |           | Brigitte Passebosc   | PCF   | COM    | Conseillère départementale, maire de Saint-Étienne-au-Mont, |
| 04 |           | Jean-Jacques Cottel  | SE    | DVG    | Conseiller départemental, maire de Bapaume                  |
| 05 |           | Valérie Cuvillier    | PCF   | COM    | Conseillère départementale, maire de Rouvroy                |
| 06 |           | René Hocq            | PCF   | COM    | Conseiller départemental, maire de Burbure                  |
| 07 |           | Sonia Hanquez        | SE    | DVG    | Adjointe au maire de Beaurainville                          |
|    |           |                      |       |        |                                                             |
| 08 |           | Thierry Poussière    | PCF   | COM    | Maire de Brêmes                                             |
| 09 |           | Christelle Buissette | PCF   | COM    | Maire de Grenay                                             |

### Liste Divers conduite par Hubert Degreve
| N° | Candidats | Candidats                | Parti | Nuance | Principales fonctions              |
| -- | --------- | ------------------------ | ----- | ------ | ---------------------------------- |
| 01 |           | Hubert Degreve           | HOR   | HOR    | Maire de Tubersent                 |
| 02 |           | Bénédicte Hagnere        | SE    | DIV    |                                    |
| 03 |           | Pascal Pestre            | HOR   | HOR    | Adjoint au maire de Calais         |
| 04 |           | Virginie Leleu           | SE    | DIV    |                                    |
| 05 |           | Jean-Michel Bouhin       | SE    | DIV    | Maire de Bayenghem-lès-Éperlecques |
| 06 |           | Clémence Fourdinier      | SE    | DIV    |                                    |
| 07 |           | Franck Leurette          | SE    | DIV    |                                    |
|    |           |                          |       |        |                                    |
| 08 |           | Marie-Aimée Eluecque     | SE    | DIV    |                                    |
| 09 |           | Jean-Claude Vandenbergue | SE    | DIV    |                                    |

## Résultats
| Tête de liste                                          | Tête de liste             | Liste                     | Voix  | %     | Élus | +/-           |
| ------------------------------------------------------ | ------------------------- | ------------------------- | ----- | ----- | ---- | ------------- |
|                                                        | Jean-François Rapin       | Divers droite (LR - UDI)  | 1 025 | 25,98 | 2    | en stagnation |
| Pour nos élus locaux, pour nos territoires             |                           |                           | 1 025 | 25,98 | 2    | en stagnation |
|                                                        | Cathy Apourceau-Poly      | Parti communiste français | 995   | 25,22 | 2    | en stagnation |
| Proches de vous, unis pour le Pas-de-Calais            |                           |                           | 995   | 25,22 | 2    | en stagnation |
|                                                        | Christopher Szczurek      | Rassemblement national    | 557   | 14,12 | 1    | 1             |
| Au service des communes pour défendre le Pas-de-Calais |                           |                           | 557   | 14,12 | 1    | 1             |
|                                                        | Jérôme Darras             | Parti socialiste (PS-MDC) | 556   | 14,09 | 1    | 1             |
| Agir avec vous pour le Pas-de-Calais                   |                           |                           | 556   | 14,09 | 1    | 1             |
|                                                        | Jean-Marie Vanlerenberghe | Ensemble (MoDem - RE)     | 482   | 12,22 | 1    | en stagnation |
| Avec vous pour nos communes                            |                           |                           | 482   | 12,22 | 1    | en stagnation |
|                                                        | Hubert Degreve            | Divers (HOR)              | 144   | 3,65  | 0    | en stagnation |
| Un nouveau cap pour le Pas-de-Calais                   |                           |                           | 144   | 3,65  | 0    | en stagnation |
|                                                        | Julien Wojcieszak         | Europe Écologie Les Verts | 133   | 3,37  | 0    | en stagnation |
| Écologie, solidarité et territoires                    |                           |                           | 133   | 3,37  | 0    | en stagnation |
|                                                        | Jean-Philippe Lannoy      | La France insoumise       | 53    | 1,34  | 0    | en stagnation |
| Pas-de-Calais Union Populaire écologique et sociale    |                           |                           | 53    | 1,34  | 0    | en stagnation |
|                                                        |                           |                           |       |       |      |               |
| Suffrages exprimés                                     | Suffrages exprimés        | Suffrages exprimés        | 3 945 | 98,35 |      |               |
| Votes blancs                                           | Votes blancs              | Votes blancs              | 38    | 0,95  |      |               |
| Votes nuls                                             | Votes nuls                | Votes nuls                | 28    | 0,70  |      |               |
| Total                                                  | Total                     | Total                     | 4 011 | 100   | 7    | en stagnation |
| Abstention                                             | Abstention                | Abstention                | 41    | 1,01  |      |               |
| Inscrits / participation                               | Inscrits / participation  | Inscrits / participation  | 4 062 | 98,99 |      |               |